# Тайдзю
Тайдзю́ (яп. 大樹 — букв. «большое дерево») — в японской истории метонимичное обозначение полководца.
Термин заимствован из китайского языка.
Китайский полководец времен китайской восточной династии Хань (23—220) Пинъи (憑異) каждый раз, когда обсуждались подвиги других полководцев, уходил оттуда, где шло обсуждение, и садился в стороне под большим деревом, почему его и прозвали Дашу цзянцзюнь (大樹將軍, яп. Тайдзю сёгун — «Полководец — большое дерево»).
Потом это прозвище стали употреблять как синоним слова цзянцзюнь (яп. сёгун), а потом, сократив его, начали употреблять только первую его часть — дашу (яп. тайдзю).